# Плавучий дах резервуара

Резервуар з плаваючим дахом: 1 — затвор, що ущільнює зазор між корпусом резервуара і плаваючим дахом; 2 — плаваючий дах; 3 — сифонна трубка для спускання зливових вод; 4 — сходи для огляду даху; 5 — сходи для підйому до плаваючого даху; 6 — шарнірна труба для спуску води; 7 — введення нафти в резервуар

Плавучий дах резервуара (рос. плавающая крыша резервуара; англ. piston, tank floating roof,нім. Tankschwimmdach n) — накривка резервуара, якою затуляють отвір резервуара і яка призначена для зниження втрат нафти та нафтопродуктів від випаровування з вертикальних циліндричних резервуарів без стаціонарного накриття.

## Загальний опис
Розрізняють дисковий (чашоподібний), понтонний (одношаровий) та двошаровий плавучий дах резервуара.
Плаваючі на поверхні нафти дахи майже повністю усувають газовий простір резервуарів від контакту з атмосферою, запобігаючи втратам легких фракцій нафти від малих і великих «дихань». Плаваючі дахи виготовляють із металу та пластмаси. Зазор між стінкою резервуара і плаваючим металевим дахом залишають до 25 см. Для ущільнення зазору між дахом і корпусом резервуара та запобігання витоку легких фракцій роблять спеціальні затвори з кольорового металу або з азбестової тканини, просоченої бензостійкою гумою. Застосування плаваючих дахів є найефективнішим на резервуарах, які працюють з великим коефіцієнтом оборотності.

## Цікаво
Для зменшення випаровування нафти в резервуарах у деяких країнах (США, країни ЄС та ін.) поширення набули екрани з пластмасових порожнистих кульок та пластмасових плівок. Пластмасові кульки діаметром 0,01—0,2 мм виготовляють з фенольних, формальдегідних і карбамідних смол, кульки наповнені азотом. Застосування екрана з пластмасових кульок дозволяє зменшити випаровування нафти у 5—6 разів.